# Ayen
Ayen (okcitansko Aiént) je naselje in občina v južnem francoskem departmaju Corrèze regije Limousin. Leta 2008 je naselje imelo 701 prebivalca.

## Geografija
Kraj leži v pokrajini Limousin 19 km severozahodno od Brive-la-Gaillarda. Na ozemlju občine izvira 19 km dolga rečica Elle, deani pritok Vézère.

## Uprava
Ayen je sedež istoimenskega kantona, v katerega so poleg njegove vključene še občine Brignac-la-Plaine, Louignac, Objat, Perpezac-le-Blanc, Saint-Aulaire, Saint-Cyprien, Saint-Robert, Segonzac, Vars-sur-Roseix in Yssandon s 8.497 prebivalci.
Kanton Ayen je sestavni del okrožja Brive-la-Gaillarde.